# Гольденвейзер, Борис Соломонович
Борис Соломонович Гольденвейзер (1839, Умань, Киевская губерния, Российская империя — 1916, Москва, Российская империя) — российский адвокат, публицист.

## Биография
Родился 14 мая 1839 года[по какому календарю?] в семье Хаима-Шлёмы Срулевича (Соломона Израилевича) Гольденвейзера (1814, Умань — не ранее 1873), купца второй гильдии в Умани и с 1858 года в  Екатеринославе. Мать — Эстер Яковлевна Гольденвейзер (1819—?). Дед, колонист Сруль Гершкович Гольденвейзер (1766—1854), тоже был купцом в Умани и одним из основателей еврейской земледельческой колонии в Бессарабии (1840), названной Михаилсдорф в честь брата императора. У родителей был также двухэтажный каменный дом в Минске. Брат Александра Соломоновича, Владимира Соломоновича и Якова Соломоновича  Гольденвейзеров.
Вырос в Умани, вместе со старшим братом Моисеем учился в Житомирском раввинском училище. В 1859 году поступил вольнослушателем на юридический факультет Киевского университета, а 9 октября 1860 года, вновь вместе с братом Моисеем, поступил на юридический факультет Московского университета, который окончил в 1863 году. Продолжил обучение за границей, в 1865 году выдержал экзамен на кандидата права и поступил на службу следователем в Министерство юстиции в городе Елец Орловской губернии. Через несколько лет переехал в Кишинёв, где занимался адвокатской практикой (присяжный поверенный) в округе Одесской судебной палаты на протяжении семнадцати лет. Имел чин коллежского секретаря.
После переезда в Москву занимался главным образом публицистической деятельностью. Публиковаться начал ещё в 1861 году, будучи студентом Московского университета. Сотрудничал с «Московскими ведомостями» на протяжении десятилетий, в 1890—1896 годах печатался также в «Русском обозрении». Жил на Пречистенке, 9.
Умер 6 июля 1916 года[по какому календарю?]. Похоронен на Ваганьковском кладбище (уч. 11).

## Семья
- Жена — Варвара Петровна Гольденвейзер (в девичестве Щекотихина, 1848—1898).
  - Сыновья — Николай Борисович Гольденвейзер (1871, Кишинёв — 1924, Москва), юрист, переводчик («Заговор Катилины» и «Югуртинская война» Саллюстия, М.: М. и С. Сабашниковы, 1916)[8], преподаватель истории Московского императорского лицея в память цесаревича Николая[9], пушкинист (его жена — Надежда Афанасьевна Гольденвейзер, 1869—1934, педагог, сотрудник Румянцевского музея); Александр Борисович Гольденвейзер, пианист.
  - Дочери — Татьяна Борисовна Гольденвейзер (1869, Кишинёв — 1955, Москва), замужем за Константином Алексеевичем Софиано (1891—1938), сыном генерал-лейтенанта Алексея Семёновича Софиано (1854—1929), их племянник — физик и правозащитник А. Д. Сахаров; Мария Борисовна Гольденвейзер (1873, Кишинёв — 1940, Москва)[10], пианистка, была замужем за литературоведом, пушкинистом М. О. Гершензоном, их дети — генетик С. М. Гершензон, искусствовед Наталья Михайловна Гершензон-Чегодаева (1907—1977), жена искусствоведа, профессора Андрея Дмитриевича Чегодаева (1905—1994), мать искусствоведа Марии Андреевны Чегодаевой (род. 1931)[11].

## Комментарии
1. ↑  Яков Соломонович Гольденвейзер (1 июня 1862, Екатеринослав — после 1931) — адвокат, присяжный поверенный в Киеве, литератор. Учился в Екатеринославской гимназии (1873—1880), окончил Кишинёвскую гимназию (1882); учился на физико-математическом факультете Московского университета, медицинском факультете Университета Св. Владимира в Киеве, в 1887 году окончил юридический факультет Московского университета; автор очерков «О материальной, а не формальной правде» и «О широком просторе усмотрения суда в проекте об обязательствах» (Киев: Тип. Императорского Университета св. Владимира Н. Т. Корчак-Новицкого, 1901), книги «Крива обмова. Справа Бейліса» (с М. Виленским, Харьков, 1931).
2. ↑  Моисей Соломонович Гольденвейзер (1837/1838 — 1921, Варшава) — юрист, юрисконсульт банка Полякова, библиофил, литературовед и историк. Окончил Одесское еврейское училище, педагогический курс Житомирского раввинского училища (1856), три курса историко-филологического факультета киевского Императорского университета Св. Владимира и, наконец, юридический факультет Московского университета кандидатом права, присяжный поверенный; его сын — Николай Моисеевич Гольденвейзер.